# ريبيكا بيلي
ريبيكا بيلي (بالإنجليزية: Rebecca Bailey)‏ هي دراجة نيوزيلندية، ولدت في 3 سبتمبر 1974 في كرايستشرش في نيوزيلندا.

## وصلات خارجية
- ريبيكا بيلي على موقع إحصائيات الدراجات الإحترافية (الإنجليزية)
- ريبيكا بيلي على موقع اللجنة الأولمبية الدولية (الإنجليزية)
- ريبيكا بيلي على موقع أوليمبيديا (الإنجليزية)
- ريبيكا بيلي على موقع اللجنة الأولمبية النيوزيلندية (الإنجليزية)
- ريبيكا بيلي على موقع اتحاد ألعاب الكومنولث (مؤرشف) (الإنجليزية)